# Feliniopsis oxydata
Feliniopsis oxydata är en fjärilsart som beskrevs av George Francis Hampson 1902. Feliniopsis oxydata ingår i släktet Feliniopsis och familjen nattflyn. Inga underarter finns listade i Catalogue of Life.